# NGC 3250B
NGC 3250B (другие обозначения — ESO 317-29, MCG -7-22-9, AM 1025-401, IRAS10255-4010, PGC 30775) — спиральная галактика с перемычкой (SBa) в созвездии Паруса.
Этот объект не входит в число перечисленных в оригинальной редакции «Нового общего каталога» и был добавлен позднее.
Галактика NGC 3250B входит в состав группы галактик NGC 3318. Помимо NGC 3250B в группу также входят NGC 3250, NGC 3250E, NGC 3318, NGC 3318B, ESO 317-17, ESO 317-19, ESO 317-21 и ESO 317-23.